# Melitaea contracta
Melitaea contracta är en fjärilsart som beskrevs av Ruggero Verity 1950. Melitaea contracta ingår i släktet Melitaea och familjen praktfjärilar. Inga underarter finns listade i Catalogue of Life.